# Chanson d'amour
Chanson d'amour (títol original en francès Quand j'étais chanteur) és una pel·lícula francesa dirigida per Xavier Giannoli i estrenada el 13 de setembre del 2006. Als Països Catalans es va entrenar doblada al castellà a l'agost del 2007 i TV3 la va emetre en català el 21 de febrer del 2010.

## Argument
Gérard Depardieu interpreta Alain Moreau, un cantant de ball ja en una certa decadència, que està establert a Clarmont d'Alvèrnia on coneix  Marion (Cécile de France), una agent immobiliària mare soltera. A mesura que avança la pel·lícula, l'enamorament progressiu entre l'artista i la dona a qui dobla l'edat té per fons el circuit de les sales de ball.

## Filmació
La pel·lícula es rodà a Clarmont d'Alvèrnia durant l'estiu del 2005, i el procés va ser accidentat a causa que Depardieu acabava de partir peres amb Carole Bouquet i el rodatge se'n ressentí. Tot i això, el film va ser un èxit, amb més d'un milió d'espectadors a França.

## Intèrprets
- Gérard Depardieu com Alain Moreau
- Cécile de France com Marion
- Mathieu Amalric com Bruno
- Christine Citti com Michèle
- Patrick Pineau com Daniel
- Alain Chanone com Philippe Mariani
- Christophe, interpretant-se ell mateix
- Jean-Pierre Gos com l'alcalde

## Anecdotari
- El personatge d'Alain Moreau s'inspira en Alain Chanone, un cantant de ball, que fa una aparició en la pel·lícula interpretant-hi el paper d'un cantant.
- El títol francès prové d'una peça de Michel Delpech.
- Competí per la Palma d'Or al Festival de Canes del 2006
- La pel·lícula tingué 7 nominacions als Premis César 2007, i en guanyà el del millor so.

## Músiques
Gérard Depardieu hi interpreta:
- Pour un flirt i Quand j'étais chanteur de Michel Delpech
- Aimer la vie (Soy un truhán, soy un señor) i Vous les femmes (Pobre diablo) de Julio Iglesias
- Comme un garçon de Sylvie Vartan
- L'Anamour de Serge Gainsbourg
- Faut pas pleurer comme ça de Daniel Guichard
- Salma Ya Salama de Dalida
- Je pense à toi de Jean-François Michael
- Senorita de Christophe
- Garde la dernière danse pour moi, versió francesa de Save the Last Dance for Me de Mort Shuman

En la banda sonora també hi apareixen la versió castellana de Mourir d'aimer de Charles Aznavour, la versió francesa de Quizás, quizás, quizás: Qui sait, qui sait, qui sait, Cendrillon del grup Téléphone i Les Paradis Perdus de Christophe.